# Landesticket Hessen
Das Landesticket Hessen (Eigenschreibweise: LandesTicket Hessen) ist eine für den Nutzer kostenfreie Fahrkarte für den öffentlichen Personennahverkehr, die Bedienstete des Landes Hessen als Teil ihrer Vergütung erhalten. Es ist landesweit gültig, ab 19 Uhr und am Wochenende dürfen Familienmitglieder unentgeltlich mitgenommen werden. Die Entfernungspauschale bleibt unberührt, auch muss kein geldwerter Vorteil versteuert werden, weil das Land Hessen die Steuern unmittelbar an die Finanzverwaltung abführt, sofern diese überhaupt entstehen. Nur Landesbedienstete des Landes Hessen (z. B. Mitarbeiter an Hochschulen) erhalten ein solches Ticket. Kommunale Mitarbeiter (z. B. in Rathäusern) haben keinen Anspruch auf das Ticket.